# 内齐
内齐（？—1642年），清初漠南蒙古扎鲁特部领主，和尔朔齐哈萨尔玄孫，兀把赛曾孫，伯言大兒之孫、忠圖的兒子。
1629年，朝见皇太极。1632年征察哈尔部，随阿济格攻打明朝大同、宣府，1634年从独石口进攻朔州。1637年清朝大臣阿什达尔汉到扎鲁特部禁止部落人员相互侵夺。1638年内齐从征喀尔喀。1639年攻打锦州。1642年去世，1648年顺治帝追封他为多罗贝勒。子尚嘉布。